# Leucobryum comorense
Leucobryum comorense är en bladmossart som beskrevs av C. Müller 1876. Leucobryum comorense ingår i släktet Leucobryum och familjen Dicranaceae. Inga underarter finns listade i Catalogue of Life.